# Ceolwulf van Northumbria
Ceolwulf was van 729 tot 737, met een korte periode in 731 of 732, toen hij was tijdelijk was afgezet, koning van Northumbria. Ceolwulf deed uiteindelijk afstand en trad in de abdij van Lindisfarne in. Hij was de "meest glorieuze koning" aan wie de eerbiedwaardige Beda zijn Historia ecclesiastica gentis Anglorum opdroeg.
- Gemeinsame Normdatei: 1014006821
- Virtual International Authority File: 180373873
- WorldCat: E39PBJxWPGY8txbyq9JKWdXDbd